# Stamhuset Stenalt
Stamhuset Stenalt blev oprettet den 29. januar 1787 af Frederik Christian greve Schack. Det fik kongelig konfirmation den 27. april samme år, og blev forøget  med Estruplund (238 tdr.) ifølge bevilling af 1802. I  1787 bestod det af  633 tdr. hartkorn. 
Stenalt blev nedlagt som Stamhus  efter bevilling af 27. december 1805.